# Sophora saxicola
Sophora saxicola är en ärtväxtart som beskrevs av George Richardson Proctor. Sophora saxicola ingår i släktet soforor, och familjen ärtväxter. Inga underarter finns listade i Catalogue of Life.